# Á, bé, cé, dé, rajtam kezdé
Az Á, bé, cé, dé, rajtam kezdé kezdetű magyar népdalt Kodály Zoltán gyűjtötte. Dallamát 1916-ban a Bihar vármegyei Nagyszalontán, szövegét hasonló dallammal 1912-ben a Bars vármegyei Mohiban. A kettőt Háry János című daljátékában illesztette össze. Ez a változat terjedt el.
Feldolgozások:
| Szerző          | Mire                | Mű                            | Előadás |
| --------------- | ------------------- | ----------------------------- | ------- |
| Kodály Zoltán   | daljáték            | Háry János, IV. kaland        | [ 1 ]   |
| Maros Rudolf    | ének, zongora       | Pianoforte II. 24. dal        |         |
| Weiner Leó      | zongora             | Öt kis zongoradarab, 2. darab | [ 2 ]   |
| Ludvig József   | ének, gitárakkordok | Kis kacsa fürdik…, 11. oldal  |         |
| Gárdonyi Zoltán | zongora             | Ábécédé, rajtam kezdé         |         |

## Kotta és dallam
| Á, bé, cé, dé, rajtam kezdé a nagy bölcsességet, a nagy eszességet, á, bé, cé, dé, rajtam kezdé. | Enn, ó, pé, kú, a nagy torkú, Mind megissza a bort, Vígan rúgja a port, Enn, ó, pé, kú, a nagy torkú. | Iksz, ipszilon, most ne sírjon, Sőt, inkább vigadjon, Búnak utat adjon, Iksz, ipszilon, most ne sírjon. |

## Felvételek
- Ábécédé. Zónai Szófia  YouTube (2015. június 9.)  (Hozzáférés: 2016. május 18.) (videó) ének
- Ábécédé-nóta. Ovitévé  YouTube (2012. szeptember 24.)  (Hozzáférés: 2016. május 18.) (videó)
- Á, bé, cé, d. YouTube (2014. december 6.)  (Hozzáférés: 2016. május 18.) (audió) ének orgonakísérettel